# 6395 Гіллард
6395 Гіллард (6395 Hilliard) — астероїд головного поясу, відкритий 21 жовтня 1990 року.
Тіссеранів параметр щодо Юпітера — 3,490.